# Vester Åby
Vester Åby – eller Vester Aaby – er en by på Sydfyn med 793 indbyggere  (2025), beliggende 16 km vest for Svendborg, 9 km syd for Korinth, 10 km øst for Faaborg og 24 km sydvest for kommunesædet Ringe. Byen hører til Faaborg-Midtfyn Kommune og ligger i Region Syddanmark. I 1970-2006 hørte byen til Faaborg Kommune.
Vester Åby hører til Vester Åby Sogn, og Vester Åby Kirke ligger i byen. Den mange hundrede år gamle Pilegaard med omkring 220 tønder land ligger i byens østlige udkant.

## Faciliteter
- Bøgebjergskolen er bygget i 1960 og udvidet i 1976, 1981 og 2000. Den har 0.-6. klassetrin og SFO. Sammen med Bøgebjerg Børnehus har den 30 ansatte[2] og 143 børn.[3]
- Bøgebjergskolen huser også Bøgebjerg Børnehus under en "landsbyordning". Børnehuset har en afdeling i Korinth. Børnene køres med bus fra Korinth til Vester Åby om morgenen og retur om eftermiddagen.[4]
- Bøgebjerghallen har en hal med plads til 720 spisende gæster, et cafeteria til 110 spisende gæster og et mødelokale til 30 personer.[5]
- Plejecenter Lysbjergparken har 24 lejligheder, fordelt på 3 boenheder.[6]
- Byen har Dagli'Brugs, tankstation, pizzeria og slagterforretning.

## Historie
Vester Åby havde i landsbyfællesskabets tid 27 gårde, 6 huse med jord og ikke mindre end 24 huse uden jord. Driftsformen var trevangsbrug.

### 1899
I 1899 beskrives Vester Åby således: "Vester-Aaby, ved Landevejen, med Kirke, Præstegd., Skole, Baron Holstens Hospital (opr. 1794 af Gehejmer., Baron Ad. Chrf. Holsten, † 1801, til 8 fattige Familier fra Baroniet), Fattiggaard for V.-Aaby-Aastrup Kommune (opf. 1872, Plads for 30 Lemmer), Forsamlingshus (opf. 1886), Maskinfabrik, Andelsmejeri, Skibsbyggeri og Telefonstation;" Det lave målebordsblad viser desuden et jordemoderhus.

### Jens Nielsens fabrik / Damas
Jens Nielsen, hvis far Niels Jensen havde lavet en kornrensemaskine i 1830, byggede selv sin første rensemaskine i 1863. Da hans værksted i Vester Skerninge blev for lille, flyttede han det til Strandvejen i Vester Åby i 1874. Her voksede virksomheden stærkt, og næsten alle landets frørenserier fik maskiner derfra. Jens Nielsen fik guldmedalje for verdens bedste kornrensningsmaskine på Verdensudstillingen i Paris 1900.
Jens Nielsens barnebarn Jens Nielsen, der var blevet administerende direktør i 1946, omkom med sin familie ved en drukneulykke i Svendborg Havn i 1952. Virksomheden kom til salg og blev lagt sammen med Damas, der især producerede møllerimaskiner. Firmaet hed egentlig Dansk Møllemaskin A/S og var grundlagt på Frederiksberg i 1867. Virksomhedens lokaler i København NV gav ikke mulighed for udvidelser, så man havde længe overvejet udflytning, og det blev så til Vester Åby.
Damas blev i 1967 købt af Incentive A/S, hvilket førte den på randen af konkurs i 1971, men den blev reddet af Christian Drud, der også ejede fabrikken Mica i Aarup. Efter hans død i 1998 blev Damas en del af Skiold-koncernen. Den var startet i 1877 som Sæby Jernstøberi & Maskinværksted. I 1927 begyndte den at lave møllekværne, og i 1950'erne og 1960'erne udviklede den fodringssystemer, som den begyndte at eksportere i 1970'erne. Så Damas kom ind i en meget international koncern, men fabrikken ligger stadig i Vester Åby og producerer kornrense- og sorteringsmaskiner samt projektløsninger til korn- og frøindustrien. Damas har ca. 50 ansatte i Danmark.

### Ideal
Ingeniør Johannes Lassen blev i 1957 direktør for den lille skibsmotorfabrik Ideal i Fjellebroen. For at skaffe fabrikken andre opgaver, som der var mere fremtid i, tilbød han gratis ingeniørhjælp til at udvikle nye produkter, og året efter kom den første ordre på maskiner, der kunne lakere. Johannes Lassen tog også initiativ til at restaurere Fjellebroens faldefærdige havn, og det lykkedes så godt, at Fyns Amt ikke ville have mere industri til at ødelægge herlighedsværdien omkring havnen. Så virksomheden måtte midt i 1960'erne flytte til en nedlagt møbelfabrik i Vester Åby. I 1968 begyndte virksomheden at producere bageriovne. Det blev dens første serieproduktion, og i dag består virksomheden af to dele:
- Ideal-line laver store overfladebehandlingsanlæg til industrien. Efter et dyk under Finanskrisen kom den i 2014 op på 90 ansatte.[10]
- Bageovnene blev til Bago-line, der producerer nøglefærdige bagerier, bagerimaskiner og butiksinventar.[11]

### Jernbanen
Vester Åby havde station på Svendborg-Faaborg Banen (1916-54). Stationen havde krydsningsspor med perron og læssespor med siderampe og stikspor til enderampe. I 1917 blev der lagt sidespor til den nye fabrik, som Jens Nielsen i de følgende år byggede ved stationen.
Stationsbygningen er bevaret på Industrivej 6. Ideals bygninger og tilkørselsvej ligger hovedsageligt på det tidligere stationsterræn. Banens tracé er bevaret mellem Ideals P-plads og Bøgebjergvej, og viadukten under Faurshøjvej er bevaret.

## Chokoladefabrikken
I den tidligere kro, som er restaureret, startede Henrik Konnerup i 2003 chokoladefabrikken "Konnerup & Co - chokolatier", som har 12 ansatte. Virksomheden gik konkurs i foråret 2017, da dens mangeårige finansielle partner ikke ville fortsætte. Den lokale erhvervsmand Ole Billum købte aktiverne ud af konkursboet, så Henrik Konnerup kunne fortsætte driften, men ikke som ejer.